# 岩田実
岩田 実（いわた みのる、1948年 - ）は、日本の彫刻家。

## 人物
1948年に生まれる。岐阜県多治見市出身。岐阜県立多治見北高等学校を経て、東京藝術大学美術学部彫刻科に入学、卒業。同大学大学院美術研究科彫刻専攻に進み、修士課程を修了後、ヨーロッパへ美術研修旅行をする。その後、新しい芸術運動を志すグループ新具象彫刻展に参加、志を同じくする仲間と共に東京都美術館で、同グループが解散する第１０回展まで、秋季特別展も含め、毎年立体の作品発表を続ける。一方で、創作メダル彫刻展にて日本芸術メダル協会賞(大賞）を２回受賞するなど、レリーフ（浮彫）作品も得意で、数多く手がけている。近年は、屋外彫刻、モニュメントを制作している。
ブロンズ、石彫、木彫と素材を自由に使いこなし、人間像を主に、彫刻の古典性を生かし、豊かにして繊細、素朴にして優美、力強く温かく、健康的で、ロマンを感じさせる作風が持ち味である。近年は、独自の芸術観や思想を造型に結び付けようとする試みも多く見られる。
個展を各地で積極的に開催。新潟県十日町市や岐阜県蛭川村での石彫シンポジウムにも参加している。また、鎌倉市の行政センターや福祉センター、鎌倉駅、鎌倉宮などの地元をはじめ、東京や横浜、岐阜などの各地にメッセージ性の高いモニュメントを設置し、それぞれの地域社会の発展や平和に大いなる貢献をしている。

## 主な作品（モニュメント）
- 『なかよし』（石彫子供四人の騎馬戦の像／神奈川県鎌倉市・玉縄行政センター1987）
- 『無限」』（石彫横臥婦人像／岐阜県多治見市・岐阜県立多治見北高等学校 1988）
- 『ひとつ』（石彫の少女とクマ/鎌倉市山ノ内公会堂　1990）
- 『早春』（石彫少女立像/岐阜県長良川上流沿岸 1993）
- 『西洋歯科医学勉学の地』（石とブロンズによる二人の肖像レリーフ／横浜市・神奈川県歯科医師会館 1995）
- 『子守大橋モニュメント』（石彫家族像４点/岐阜県可児市 1995）
- 『希望』（石彫少女座像/新潟県十日町市 2000）
- 『友情』（石彫少年二人像／鎌倉市・鎌倉駅 2003）→2017年3月東逗子駅（逗子市）ロータリ広場に移設
- 『村上義光公像（身代わり様）』（木彫の武士座像／鎌倉市・鎌倉宮 2004）
- 『救援』（ブロンズ婦人立像／東京都港区・日本赤十字社本社 2007）
- 『救援のために水を運ぶ婦人の像』（等身大のブロンズ婦人立像/東京都渋谷区・日本赤十字看護大学広尾キャンパス 2011）
- 『あやとり』（大理石レリーフによる三姉妹の像/鎌倉市・鎌倉福祉センター　2015）

## 肩書
- 日本美術家連盟会員
- 日仏美術学会会員
- 鎌倉ペンクラブ会員
- 東京藝術大学美術学部杜の会幹事
- 鎌倉三日会